# Kinali (Kuantan Mudik)
Kinali is een bestuurslaag in het regentschap Kuantan Singingi van de provincie Riau, Indonesië. Kinali telt 671 inwoners (volkstelling 2010).